# Bettina Herlitzius
 (octobre 2016).
Si vous disposez d'ouvrages ou d'articles de référence ou si vous connaissez des sites web de qualité traitant du thème abordé ici, merci de compléter l'article en donnant les références utiles à sa vérifiabilité et en les liant à la section « Notes et références ».
Bettina Herlitzius, née le 8 juillet 1960 à Bad Salzuflen, est une femme politique allemande, membre de l'Alliance 90 / Les Verts.

## Biographie

### Vie privée et professionnelle
Après le bac, Bettina Herlitzius fait des études d'architecture à l'université technique de Rhénanie-Westphalie à Aix-la-Chapelle. Elle obtient son diplôme d'architecte en 1987. Elle travaille ensuite à son compte jusqu'en 1993, date à laquelle elle commence un stage à l'Office d'urbanisme public, rattaché au ministère de la Construction et du Logement du Land de Rhénanie-du-Nord-Westphalie. Après avoir réussi l'examen d'État en 1995, elle prend la direction du service des transports, du logement, du bâtiment et de la construction de routes au sein de l'administration du district d'Aix-la-Chapelle.
Ouvertement lesbienne, Bettina Herlitzius a un fils et vit en partenariat enregistré avec sa compagne.

### Parcours politique
Bettina Herlitzius adhère aux Verts en 1983, qu'elle quitte en 1985, avant d'y adhérer de nouveau en 1998. De 2001 à 2005, elle est la porte-parole du secrétariat du parti au sein du district d'Aix-la Chapelle. Elle fait partie, depuis 1999, du conseil du district d'Aix-la Chapelle, de l'assemblée de la communauté de communes de Rhénanie ainsi que du conseil régional de Cologne.[à vérifier].
Le 3 septembre 2007, elle fait son entrée au Bundestag en remplacement du député démissionnaire Reinhard Loske. Elle parvient à se faire réélire au Bundestag le 27 septembre 2009.